# Сердюк, Александр Алексеевич
Алекса́ндр Алексе́евич Сердю́к (укр. Олександр Сердюк; 3 июля 1978, Харьков, Украинская ССР) — украинский стрелок из лука, бронзовый призёр летних Олимпийских игр 2004 года, участник летних Олимпийских игр 2008 года. Чемпион Украины.

## Биография
Стрельбой из лука Сердюк занимается с 13-летнего возраста, воспитанник харьковской спортшколы «Коммунар»; первым тренером спортсмена был Виктор Сергеевич Грушев.
В 1994 год получил звание мастера спорта. В 1997 году закончил Харьковское государственное высшее училище физической культуры № 1.
Дебютировал на международных турнирах в 1999 году на чемпионате мира во Франции, где занял 36-е место.
В 2003 году Сердюк становится чемпионом Украины, а также завоевывает бронзовую медаль в командном зачете на Универсиаде в Тэгу.
2004 год принёс Александру бронзовую медаль в командных соревнованиях Олимпийских Игр в Афинах. В личном зачете Игр спортсмен остался на 15-м месте.
В 2005 году Сердюк отличился на чемпионате мира в зале, прошедшем в Ольборге. В личном зачёте он завоевал бронзовую медаль, а в составе сборной Украины стал чемпионом командных состязаний.
По итогам квалификации личного турнира на Олимпийских играх в Пекине Александр показал 20-й результат. В первом раунде плей-офф Сердюк выбил из турнира немца Йенс Пипера (107:105), но уже во втором круге в упорной борьбе уступил Рафалу Добровольски из Польши. В итоговой классификации украинский спортсмен занял 17-е место.
Выступал Сердюк и в командном зачете пекинской Олимпиады. Однако, сборной Украины на этом турнире удалось выиграть лишь четвертьфинальный матч с командой Тайваня (214:211). В следующей стадии украинцы проиграли Италии (221:223), а в матче за бронзу — КНР (219:222), заняв таким образом 4-е место на турнире.
На чемпионате Украины в помещениях 2010 года, выступая за команду Харькова, Сердюк стал серебряным призёром.

## Достижения
| Год  | Турнир                                  | Место проведения       | Результат                 |
| ---- | --------------------------------------- | ---------------------- | ------------------------- |
| 2003 | Чемпионат Украины                       | Черкассы               | 1 место                   |
| 2003 | Летняя Универсиада 2003                 | Тэгу, Республика Корея | 3 место                   |
| 2004 | Олимпийские игры                        | Афины, Греция          | 3 место                   |
| 2004 | Чемпионат Европы                        | Италия                 | 1 место                   |
| 2005 | Чемпионат мира в закрытых помещениях    | Ольборг, Дания         | 1 место (командный зачет) |
| 2005 | Чемпионат мира в закрытых помещениях    | Ольборг, Дания         | 3 место (личный зачет)    |
| 2005 | Летняя Универсиада 2005                 | Измир, Турция          | 94 место                  |
| 2010 | Чемпионат Украины в закрытых помещениях | Черкассы               | 2 место                   |

## Награды
- 2004 — Орден «За заслуги» III степени